# Jörg B. Kühnapfel
Jörg B. Kühnapfel ist ein deutscher Sachbuchautor, Wirtschaftswissenschaftler und Hochschullehrer an der Hochschule für Wirtschaft und Gesellschaft Ludwigshafen.

## Werdegang
Kühnapfel war von 1991 bis 1994 bei der Unternehmensberatung Eutelis-Consult GmbH in Ratingen, zuletzt als Senior Consultant, tätig. Er promovierte 1994 an der Philipps-Universität Marburg mit einer Arbeit über das Telekommunikations-Marketing, die Arbeit erschien 1995 im Gabler-Verlag. Zwischen 1995 und 1998 hatte er verschiedene Funktionen im Marketing und Vertrieb unterschiedlicher Unternehmen inne, unter anderem bei den o.tel.o-Vorläufergesellschaften DGN, CNI, RWE Telliance und dem RWE Systemhaus. 1998 bis 2002 arbeitete er dann bei der dtms AG in Mainz, die er mitgegründet hatte und verantwortete dort als CEO im Vorstand die Bereiche Marketing und Vertrieb. Zwischen 2002 und 2012 war er in leitenden Positionen in diversen Unternehmen der Telekommunikationsbranche tätig, teils auch als Aufsichtsrat oder Beirat. Auf Lehraufträge an den Fachhochschulen in Koblenz-Remagen (2002–2005) und an der Hochschule für Wirtschaft und Gesellschaft Ludwigshafen (2009–2012) folgte dort dann ab dem Jahr 2012 die Professur für General Management, insbesondere Vertriebscontrolling.

## Forschung und Lehre
Schwerpunkte in Forschung und Lehre sind das Vertriebscontrolling und seine Methoden, Prognostik und Forecast sowie verhaltensökonomische Aspekte, insbesondere in Marketing und Vertrieb sowie ökonomische Aspekte des alltäglichen Lebens (Glück, Partnerschaft usw.), was in der Lehre durch weitere Themengebiete der allgemeinen Betriebswirtschaftslehre ergänzt wird.

## Veröffentlichungen
- zusammen mit Raimund Hesse: Neue Wege des Versandhandelsmarketings. Der Einsatz von Bildschirmtext im Direktmarketing. Regensburg: Watter 1992.

- Telekommunikations-Marketing. Design von Vermarktungskonzepten auf Basis des erweiterten Dienstleistungsmarketing. Wiesbaden: Gabler 1995.

- Vertriebscontrolling. Methoden im praktischen Einsatz. Wiesbaden: Springer Gabler 2013, ²2015, ³2022.

- Balanced Scorecards im Vertrieb. Wiesbaden: Springer Gabler ²2019.

- Die Macht der Vorhersage: Smarter leben durch bessere Prognosen. Wiesbaden: Springer 2019.

- Nutzwertanalysen in Marketing und Vertrieb. Wiesbaden: Springer Gabler ²2019.

- Prognosen für Start-up-Unternehmen. Wiesbaden: Springer Gabler 2015, ²2019.

- zusammen mit Patricia Küll: Kopf zerbrechen oder dem Herzen folgen? Wie Sie gute Entscheidungen treffen. Offenbach: Gabal 2020. ISBN 978-3-86936-971-6

- Leben ist Ökonomie – Wie wirtschaftliche Prinzipien den Alltag bestimmen. Wiesbaden: Springer 2021.

- Vertriebskennzahlen. Kennzahlen und Kennzahlensysteme für das Vertriebsmanagement. Wiesbaden: Springer essentials ³2021.

- Scoring und Nutzwertanalysen. Ein Leitfaden für die Praxis. Wiesbaden: Springer Gabler 2021.